# Macarena (chanson de Los del Río)
Pour les articles homonymes, voir Macarena et Macarena (chanson de Damso).
 (juin 2013).
Macarena est une chanson du groupe espagnol Los del Río sortie en 1993.
Apparu sur l'album intitulé A mí me gusta en 1994, le single devient un véritable succès planétaire entre les années 1995 et 1996. En 2002, la chanson est classée à la première place des « 100 plus grands one-hit wonders » selon la chaîne musicale câblée américaine VH1.
La chorégraphie de Mia Frye présente dans le clip vidéo du morceau, réalisé par Vincent Calvet, a beaucoup contribué à son succès et à en faire un tube de l'été.

## Histoire

### Origines
Los del Río est composé de deux artistes, Antonio Romero et Rafael Ruiz, qui composent ensemble depuis les années 1960. En 1992, tandis que le groupe est en tournée au Venezuela, il est repéré par l'impresario Gustavo Cisneros à une fête durant laquelle est également invité le président Carlos Andrés Pérez. Une professeure de danse flamenco, Diana Patricia Cubillán Herrera, fait une démonstration, et le chanteur du groupe, Romero, improvise un petit chant pour l'encourager : « Dale a tu cuerpo alegría, Ma'dalena, que tu cuerpo e' pa' darle alegría y cosa' buena' », (littéralement : « Mets de la joie dans ton corps, Madeleine : ton corps a besoin de joie et de bonnes choses »). Sur cette base, le duo écrit une chanson parlant de « Macarena ». Le titre Macarena parle d'une femme portant le même nom. Los del Río utilise originellement le nom de « Magdalena » pour leur titre, mais le change par la suite du fait qu'une chanson du chanteur espagnol Emmanuel s'était popularisée sous le même nom. Le single est enregistré en 1992, puis diffusé en 1993 sous une version rumba flamenca.
(Le nom "Macarena" est un des nombreux noms donné à Marie vénérée notamment à Séville par les Espagnols. "Macarena" est aussi le nom contracté d'une congrégation religieuse très célèbre en Espagne : "la Confrérie de la Esperanza Macarena", située à Séville (Voir Confrérie de la Esperanza Macarena))[réf. nécessaire].

### Succès
Macarena sort dans une version rumba flamenca en 1993, puis dans une version plus pop, moins traditionnelle, qui connaît le succès en Espagne, au Mexique et à Porto Rico. Elle devient dans ce dernier pays une musique non officielle de la campagne du gouverneur Pedro Rosselló. Les touristes américains en croisière ou séjour à Porto Rico l'ont fait connaître dans leur pays, où elle a connu du succès, spécialement dans les communautés latino-américaines, à Miami et New York principalement.
Le groupe Bayside Boys remixe le titre qui comprenait un sample du rire d'Alison Moyet, extrait de la chanson Situation du groupe Yazoo. Dès lors, aux États-Unis, et dans le monde entier, le single devient un succès planétaire dès le 3 août 1996, atteignant le Top 100 Billboard pendant une soixantaine de semaines consécutives. En France, le single atteint la première place pendant sept semaines, et se vend à 910 000 exemplaires[réf. nécessaire]. Sur le sol américain, le single se vend à plus de quatre millions d'exemplaires. Hors des frontières américaines, le single se classe également à la première place dans de nombreux autres pays incluant l'Allemagne, l'Autriche, les Pays-Bas, la Belgique, la Suisse, la Finlande, la Nouvelle-Zélande et l'Australie. Il atteint cependant la deuxième place des classements norvégiens et suédois. Au Royaume-Uni, le single est commercialisé en 1996 et atteint la deuxième place des classements britannique en août 1996, la première place du classement étant attribué à la chanson Wannabe des Spice Girls. Internationalement, Macarena est certifié à multiples reprises disque de platine et d'or,, et devient même certifié disque de diamant en France. En 1997, un total de onze millions d'exemplaires ont été vendus à travers le monde. Tube de l'été 1996, son succès perdure à l'automne et devient même l'une des musiques de campagne de Bill Clinton. Madeleine Albright, secrétaire d'État dansera également la Macarena en marge d'une réunion (et dans la salle) du Conseil de Sécurité de l'ONU,. L'hiver d'après, le Christmas Remix est distribué sous forme de single pour Noël avec des sons de clochettes en plus.
En 2002, la chanson est classée à la première place des « 100 plus grands one-hit wonders » selon la chaîne musicale câblée américaine VH1. En 2008, pour les quinze années d'existence, une nouvelle version accompagné d'un clip réalisée par T. Lopez en collaboration avec Yeyo (The D.E.Y. (en)) et El Chino DreadLion (de Yerba Buena), produite par des membres de The Art of Sound Group.

## Chorégraphie
La chorégraphie de Mia Frye associée à la chanson a beaucoup contribué à son succès et à en faire un « tube de l'été ».

## Reprises et remixes
- En 1996, la version de Los del Mar connaît un certain succès en France, et est certifiée disque d'or[16].
- Le groupe virtuel Alvin et les Chipmunks a repris la chanson qui figure sur l'album Club Chipmunk The Dance Mixes
- En 1997, les GrooveGrass Boyz, un groupe de fusion bluegrass-funk a fait une reprise country de la Macarena.
- Également en 1997, U2 reprend la chanson uniquement lors du concert à Barcelone. Ils ne la rejouent plus par la suite[17].
- Le groupe de merengue dominicain Oro Solido a repris la chanson.
- Le groupe de salsa Carlos Oliva y los sobrinos del juez a repris la chanson en salsa.
- Le groupe Black Lace a repris la Macarena qui figure sur leur album Greatest Hits.
- En 1995, un remix du DJ "Aaron 'The Pimp' Scofield" paru sur la compilation Powerhouse #22 a atteint le Top 40 du hit des clubs américains.
- Dans une édition de Dance Dance Revolution (Disney's Rave) il y a une reprise dance par 2 Locos in a Room.
- Le chanteur philippin Yoyoy Villame (en) a repris la chanson.
- Base 10, un producteur suédois de trance a réalisé un remix bootleg house.
- En 2008, DJ Ermac remixe Macarena en progressive.
- En 2013, King Africa chante Vitorino avec Los del Rio, qui reprend le thème et des éléments de La Macarena.
- En 2016, Gente de Zona et Los Del Rio sortent le single Más Macarena qui reprend le refrain de la Macarena originale.
- En 2019, le rappeur Tyga reprend le titre dans Ayy Macarena.
- En 2020, le groupe de salsa Chiquito Team Band la reprend sous le titre La Macarena.
- En 2021, Lou Bega revisite le morceau avec son single Buena Macarena.
- En 2023, Taïnos x Alex Da Kosta x Rue Melo - Macarena Dale , un titre reggaeton inspiré de Macarena

## Médias

### Télévision et Cinéma
- Dans un épisode de la dernière saison d’Animaniacs, les personnages principaux ont chanté la parodie Macadamia Nut (Noix de macadamia).
- Dans le film Dear Frankie, une chorégraphie est réalisée par des enfants sur la chanson.
- Dans la dernière saison de Minus et Cortex (Pinky and the Brain), dans l'épisode à trois parties Brainwashed figure une parodie de la Macarena, la Schmëerskåhøvên par le groupe BAAB (parodie du groupe ABBA).
- Dans la série Cory est dans la place de Disney, Mina décrit une danse appelée Yakarina.
- Dans plusieurs épisodes du soap opera australien Les Voisins (Neighbours) différents personnages dansaient une sorte de Macarena sur une musique proche de l'original.
- Dans la série Zoé, Zoé doit danser la Macalana, chanson la plus embarrassante des années 1990, devant tout le monde.
- Dans la série Kappa Mikey, Mikey Simon danse la Macarena avec des sumos sur la musique en son MIDI.
- Dans le clip de la bande son du film d'animation Shrek on peut voir plusieurs personnages danser la Macarena, dont une princesse, un religieux et des archers.
- Dans le film Austin Powers, le Dr. Denfer, pour montrer à son fils qu'il est « moderne », danse la chorégraphie de la Macarena.
- Dans le film Planète 51, un démineur fait accidentellement tomber l'iPod de Chuck Baker, l'iPod envoie alors la musique "Macarena", les aliens croient alors que la chanson est un son hypnotiseur, et l'iPod se fait pulvériser par un rayon-laser.
- Dans la série Doctor Who, Amelia Pond danse la macarena lors d'un épisode avec son double du futur.
- Dans le film Opération Muppets, Miss Piggy chante la Macarena lors du spectacle à Madrid, le public se bouchant les oreilles, et Statler la félicitant pour avoir réussi l'exploit de rendre le show encore pire.
- Dans l'épisode 22 de la série Jéricho, Johnson Green demande à Jack si les invités au mariage d'Eric font toujours « la danse du kangourou ». Son fils lui précise qu'en fait, ça s'appelle la Macarena...
- Dans le film Hôtel Transylvanie 3 sorti en 2018 à la fin du film
- Dans le film Puyo Puyo : Les plus grandes vacances à la fin du film
- Dans l'épisode "La Mort" dans Les Carnets de Monsieur Panatane, l'un des mourants de l'hôpital écoute la Macarena, ce qui désole Monsieur Manatane, de par le caractère inapproprié de la chanson.
- Dans le film Titane Palme d'or 2021, l'acteur Vincent Lindon apprend le massage cardiaque au personnage interprété par Agathe Rousselle en chantant la Macarena.

### Musique
- Le Festival Roblès de la matinale de la radio française NRJ a sorti en single la parodie Ma caravane[18] qui est certifié disque d'or[19].
- Les Chipmunks ont parodié la chanson et le clip.
- Le musicien de gabber MC Rage a fait une parodie très vulgaire, Fuck the Macarena, dans laquelle il se moque de l'effet de mode de la danse ainsi que des danseurs de Macarena, et où il chante que danser la Macarena le dévalorise auprès des femmes.
- Johnny Crass, alias Redneck Jihad, a chanté la parodie Bomb Osama (Bombardez Oussama).
- Little John, chante sur le Macarena riddim produit par  Michael Grant ( CHAMPAGNE RECORDS ~ Arr : Laing & Grant ~ Dist : Dynamic Sound ~ 7" ~ 1996 ~ Jamaica )
- Don Imus, animateur sur ABC Radio, a chanté la parodie, Iraqarena au sujet de l'Irak, de Saddam Hussein et de Bill Clinton[20].
- Le groupe de deathgrind Brujeria a chanté la parodie Marijuana sur leur EP sorti en 2000.
- Opie et Anthony, animateurs sur XM Satellite Radio, ont chanté la parodie Hey Masturbator, sur le CD Demented World.
- Le chanteur russe Sergey Minaev a chanté une parodie de la Macarena accompagnée d'un clip avec des paroles qui ne veulent rien dire.
- Dan Weber et Jane Matenaer, animateurs de la matinale de la radio du WMYX-FM du Milwaukee ont réalisé la parodie Packarena pour soutenir les Packers de Green Bay lors du 31e Super Bowl.
- Luke Ski a chanté la parodie The Great Cornholio, du nom que prend Beavis (du dessin animé de MTV) lorsqu'il se transforme.
- Samuel Ramirez du duo comique Sam et Simon a chanté une parodie la Gonorrhea.
- Myron Cope a fait une parodie que l'on peut voir sur YouTube[21].
- Dans le clip de Start All Over, la chanteuse Miley Cyrus fait des mouvements proches de la Macarena, avec un astronaute, un plongeur, un policier et un cowboy.
- En 2003, la chanteuse brésilienne Kelly Key dansait une danse proche de la Macarena dans le clip de son single Adoleta.
- Avril 2017, le rappeur Damso sort son album Ipséité, dans lequel une musique s'intitule Macarena, musique qui a d'ailleurs été certifiée single d'or, single de platine pour ensuite être certifiée single de diamant.

### Jeux vidéo
- Dans le jeu vidéo World of Warcraft, certains personnages féminins du jeu peuvent danser la Macarena.
- Dans le jeu League of Legends, la danse du champion Blitzcrank est inspirée de la chorégraphie de la macarena de Mia Frye.
- Dans le jeu vidéo Fortnite, la Macarena est disponible à partir du 19 juin 2021 comme danse à acheter.

### Autres
- Un écran de veille[22] représentant un macaroni dansant la Macarena a été énormément téléchargé. Les gifs animés du Macaroni dansant la Macarena ont illustré de nombreux sites web (sur la danse, avatars de forums…).
- Dans une publicité pour Heineken, un homme cherchant son décapsuleur exécute d'étranges mouvements et il est dit à la fin que c'est ainsi qu'est née la danse de la Macarena.
- Une version accélérée de la Macarena était la musique d'une ancienne attraction du parc Disney's California Adventure's, la Block Party Bash.
- Dans le jeu de lettres Outburst édité par Parker, la musique du Reverse Burst round est proche de la Macarena.
- Dans le film Le Cas Richard Jewell, une foule entière danse la Macarena lors d'un concert.
- C'est le 20 juin 2014, lors d'un concert des One Direction au stade de France que le record du nombre de personnes dansant la Macarena dans un même milieu a été battu, réunissant exactement 86.000 personnes[réf. nécessaire].

## Classements
| Classement (1995–1996)                          | Meilleure position |
| ----------------------------------------------- | ------------------ |
| Allemagne (Media Control AG)                    | 1                  |
| Australie (ARIA)                                | 1                  |
| Autriche (Ö3 Austria Top 40)                    | 1                  |
| Belgique (Flandre Ultratop 50 Singles)          | 1                  |
| Belgique (Flandre VRT Top 30)                   | 1                  |
| Belgique (Wallonie Ultratop 50 Singles)         | 1                  |
| Canada (Dance)                                  | 16                 |
| États-Unis (Adult Top 40)                       | 19                 |
| États-Unis (Billboard Hot 100)                  | 1                  |
| États-Unis (Adult Contemporary)                 | 28                 |
| États-Unis (Cash Box)                           | 1                  |
| États-Unis (Hot Dance Music/Maxi-Singles Sales) | 15                 |
| États-Unis (Hot Latin Tracks)                   | 12                 |
| États-Unis (Latin Tropical Airplay)             | 8                  |
| États-Unis (Rhythmic Top 40)                    | 7                  |
| États-Unis (Top 40 Mainstream)                  | 5                  |
| Europe (Eurochart Hot 100)                      | 1                  |
| Finlande (Suomen virallinen lista)              | 1                  |
| France (SNEP)                                   | 1                  |
| Irlande (IRMA)                                  | 3                  |
| Norvège (VG-lista)                              | 2                  |
| Nouvelle-Zélande (RMNZ)                         | 2                  |
| Pays-Bas (Nederlandse Top 40)                   | 1                  |
| Pays-Bas (Single Top 100)                       | 1                  |
| Royaume-Uni (UK Singles Chart)                  | 2                  |
| Suède (Sverigetopplistan)                       | 2                  |
| Suisse (Schweizer Hitparade)                    | 1                  |

| Classement (2009–2010)                     | Meilleure position |
| ------------------------------------------ | ------------------ |
| Belgique (Wallonie Back Catalogue Singles) | 16                 |
| États-Unis (Latin Tropical Airplay)        | 22                 |

| Classement (1996)               | Position |
| ------------------------------- | -------- |
| Allemagne (Media Control AG)    | 3        |
| Australie (ARIA)                | 1        |
| Autriche (Ö3 Austria Top 40)    | 1        |
| Belgique (Flandre Ultratop 50)  | 3        |
| Belgique (Wallonie Ultratop 50) | 5        |
| États-Unis (Billboard Hot 100)  | 1        |
| France (SNEP)                   | 1        |
| Pays-Bas (Nederlandse Top 40)   | 1        |
| Pays-Bas (Single Top 100)       | 5        |
| Suisse (Schweizer Hitparade)    | 1        |

| Classement (1990–1999)         | Position |
| ------------------------------ | -------- |
| Autriche (Ö3 Austria Top 40)   | 3        |
| États-Unis (Billboard Hot 100) | 2        |

| Pays              | Certification | Date               | Ventes    |
| ----------------- | ------------- | ------------------ | --------- |
| Allemagne (BVMI)  | 3 × Or        | 1996               | 750 000   |
| Australie (ARIA)  | 3 × Platine   | 1996               | 210 000   |
| Autriche (IFPI)   | Platine       | 11 juin 1996       | 30 000    |
| États-Unis (RIAA) | 4 × Platine   | 14 octobre 1996    | 4 000 000 |
| France (SNEP)     | Diamant       | 1996               | 910 000   |
| Royaume-Uni (BPI) | Or            | 1er septembre 1996 | 400 000   |
| Suède (IFPI)      | Or            | 26 septembre 1996  | 10 000    |
| Suisse (IFPI)     | Or            | 1996               | 25 000    |